# L'urdemo bicchiere/Velo niro
L'urdemo bicchiere/Velo niro, pubblicato nel 1963, è il nono singolo di Mario Merola

## Descrizione
Il disco contiene due cover.

## Tracce
Lato A
- L'urdemo bicchiere (Letico - Anepeta)

Lato B
- Velo niro (Mallozzi - Cardinale)